# Cheumatopsyche langsonina
Cheumatopsyche langsonina är en nattsländeart som beskrevs av Navás 1933. Cheumatopsyche langsonina ingår i släktet Cheumatopsyche och familjen ryssjenattsländor. Inga underarter finns listade i Catalogue of Life.